# Brexpiprazol
O brexpiprazol(pt-BR) ou brexpiprazole(pt-PT?) (nomes comerciais: Rexulti, Rxulti, entre outros) é um antipsicótico atípico, da classe dos aceleradores e moduladores de serotonina (AMS), que atua como agonista parcial do receptor D2 de dopamina. Em 10 de julho de 2015, a droga foi aprovada nos Estados Unidos pela Food and Drug Administration (FDA) para tratamento de esquizofrenia e tratamento adjuvante para casos de depressão. O brexpripazol foi projetado para fornecer maior eficácia e tolerabilidade em relação aos tratamentos adjuvantes estabelecidos para transtorno depressivo maior (por exemplo, produz menos efeitos colaterais, como acatisia, inquietação e/ou insônia).
A droga foi desenvolvida pelas companhias farmacêuticas Otsuka e Lundbeck, e é considerada uma sucessora do antipsicótico atípico aripiprazol.

## Usos médicos
O brexpiprazol é usado no tratamento da esquizofrenia e como adjuvante no transtorno depressivo maior (TDM).

## Efeitos colaterais
Os efeitos colaterais mais comuns relacionados ao brexpiprazol, comparado a placebo, foram infecção do trato respiratório superior (6,9% vs. 4,8%), acatisia (6,6% vs. 3,2%), ganho de peso (6,3% vs. 0,8%) e nasofaringite (5,0% vs. 1,6%).

## Interações
Assim como seu antecessor aripiprazol, o brexpiprazol é um substrato dos citocromos CYP2D6 e CYP3A4. As pessoas que participaram dos ensaios clínicos foram aconselhadas a evitar toranjas, laranjas de Sevilha e outros alimentos cítricos, visto que estes podem aumentar a concentração do fármaco.

## Farmacologia

### Farmacodinâmica
| Sítio de ligação | Ki (nM)     | Ação             | Ref   |
| --- | ----------- | ---------------- | ----- |
| 5-HT1A | 0.12        | Agonista parcial | [ 9 ] |
| 5-HT1B | 32          | ND               | [ 9 ] |
| 5-HT2A | 0.47        | Antagonista      | [ 9 ] |
| 5-HT2B | 1.9         | Antagonista      | [ 9 ] |
| 5-HT2C | 12–34       | Agonista parcial | [ 9 ] |
| 5-HT5A | 140         | ND               | [ 9 ] |
| 5-HT6 | 58          | Antagonista      | [ 9 ] |
| 5-HT7 | 3.7         | Antagonista      | [ 9 ] |
| D1 | 160         | ND               | [ 9 ] |
| D2L | 0.30        | Agonista parcial | [ 9 ] |
| D3 | 1.1         | Agonista parcial | [ 9 ] |
| D4 | 6.3         | ND               | [ 9 ] |
| D5 | ND          | ND               | ND    |
| α1A | 3.8         | Antagonista      | [ 9 ] |
| α1B | 0.17        | Antagonista      | [ 9 ] |
| α1D | 2.6         | Antagonista      | [ 9 ] |
| α2A | 15          | Antagonista      | [ 9 ] |
| α2B | 17          | Antagonista      | [ 9 ] |
| α2C | 0.59        | Antagonista      | [ 9 ] |
| β1 | 59          | Antagonista      | [ 9 ] |
| β2 | 67          | Antagonista      | [ 9 ] |
| β3 | >10,000     | ND               | [ 9 ] |
| H1 | 19          | Antagonista      | [ 9 ] |
| H2 | >10,000     | ND               | [ 9 ] |
| H3 | >10,000     | ND               | [ 9 ] |
| mACh | 52% a 10 μM | ND               | [ 9 ] |
| M1 | 67% a 10 μM | ND               | [ 9 ] |
| M2 | >10,000     | ND               | [ 9 ] |
| σ | 96% a 10 μM | ND               | [ 9 ] |
| SERT | 65% a 10 μM | Bloqueador       | [ 9 ] |
| NET | 0% a 10 μM  | Bloqueador       | [ 9 ] |
| DAT | 90% a 10 μM | Bloqueador       | [ 9 ] |
| Os valores estão expresss em Ki (nM). Quando menor o valor, maior a potência de ligação da droga a um síto receptor. A maior parte dos daos foi obtida através de gene clonado humano. |             |                  |       |

O brexpiprazol é um agonista parcial do receptor de serotonina 5-H1A e dos receptores de dopamina D2 e D3. Os agonistas parciais têm propriedades de bloqueio e propriedades estimulantes em relação ao receptor ao qual se ligam. A proporção da atividade bloqueadora e a atividade estimulante é responsável por uma parte dos efeitos clínicos do brexpiprazol, pois um agonista parcial pode reduzir a resposta produzida por um agonista. O brexpiprazol possui atividade bloqueadora maior, enquanto seu potencial de ação nos receptores de dopamina é menor, comparado ao que seu antecessor, o aripiprazol, o que pode diminuir seu risco de agitação e inquietude ocasionadas estimulação da contração muscular.
Enquanto o aripiprazol possui actividade intrínseca ou efeito agonista nos receptores D2 de aproximadamente 60%, o brexpiprazol tem uma atividade intrínseca no mesmo receptor de cerca de 45%. Isso significa que, com o aripiprazol, o receptor de dopamina é ativado em doses mais baixas, com o bloqueio sendo alcançado em doses mais altas, enquanto o brexpiprazol funciona de modo oposto.  Em contraste, o brexpiprazol tem uma afinidade muito maior para o receptor 5-H1A do que o aripiprazol, bem como uma atividade intrínseca maior. Exames in vivo demonstraram que o brexpiprazol atua como um agonista quase integral do receptor 5-HT11A . Tal diferença parece estar associada ao menor potencial do brexpiprazol, comparado ao aripiprazolM em causar distúrbios relacionados ao movimento decorrentes do tratamento com antipsicóticos, como acatisia, devido à liberação de dopamina desencadeada pelo agonismo do receptor 5-HT1A. O brexpiprazol também é um antagonista dos receptores serotoninérgicos 5-HT2A, 5-HT2B, 5-H <sub>7</sub>, o que pode contribuir para o efeito antidepressivo dofármaco.
O brexpiprazol bloqueia e se liga aos receptores adrenérgicos α1A-, α1B-, α1D- e α2C-. A droga não possui efeito clinicamente relevante para os receptores muscarínicos de acetilcolina e, portanto, não tem efeitos anticolinérgicos. Embora o brexpiprazol tenha menor afinidade pelo H1 comparação com o aripiprazol, pode ocorrer ganho de peso em ambos os fármacos como efeito adverso.

## História

### Parceria com a Lundbeck
Em novembro de 2011, a Otsuka Pharmaceutical e a Lundbeck anunciaram uma aliança global. A Lundbeck deu à Otsuka um pagamento adiantado de US$ 200 milhões, e o acordo firmado propunha pagamentos de desenvolvimento, regulamentação e de vendas Especificamente para o Brepriprazol (OPC-34712), a Lundbeck obterá 50% das vendas líquidas na Europa e Canadá e 45% das vendas líquidas nos EUA da Otsuka.

### Ensaios clínicos
O brexpiprazol estava em ensaios clínicos para tratamento adjuvante de TDM, TDAH em adultos, transtorno bipolar e esquizofrenia .

## Pesquisa médica
O brexpiprazol estava em fase testes para potencial tratamento do transtorno de déficit de atenção e hiperatividade (TDAH), mas foi descontinuado para esta indicação. Alcançou a fase 2 de ensaios clínicos para este uso antes da descontinuação.